# Johann Nepomuk Hummel

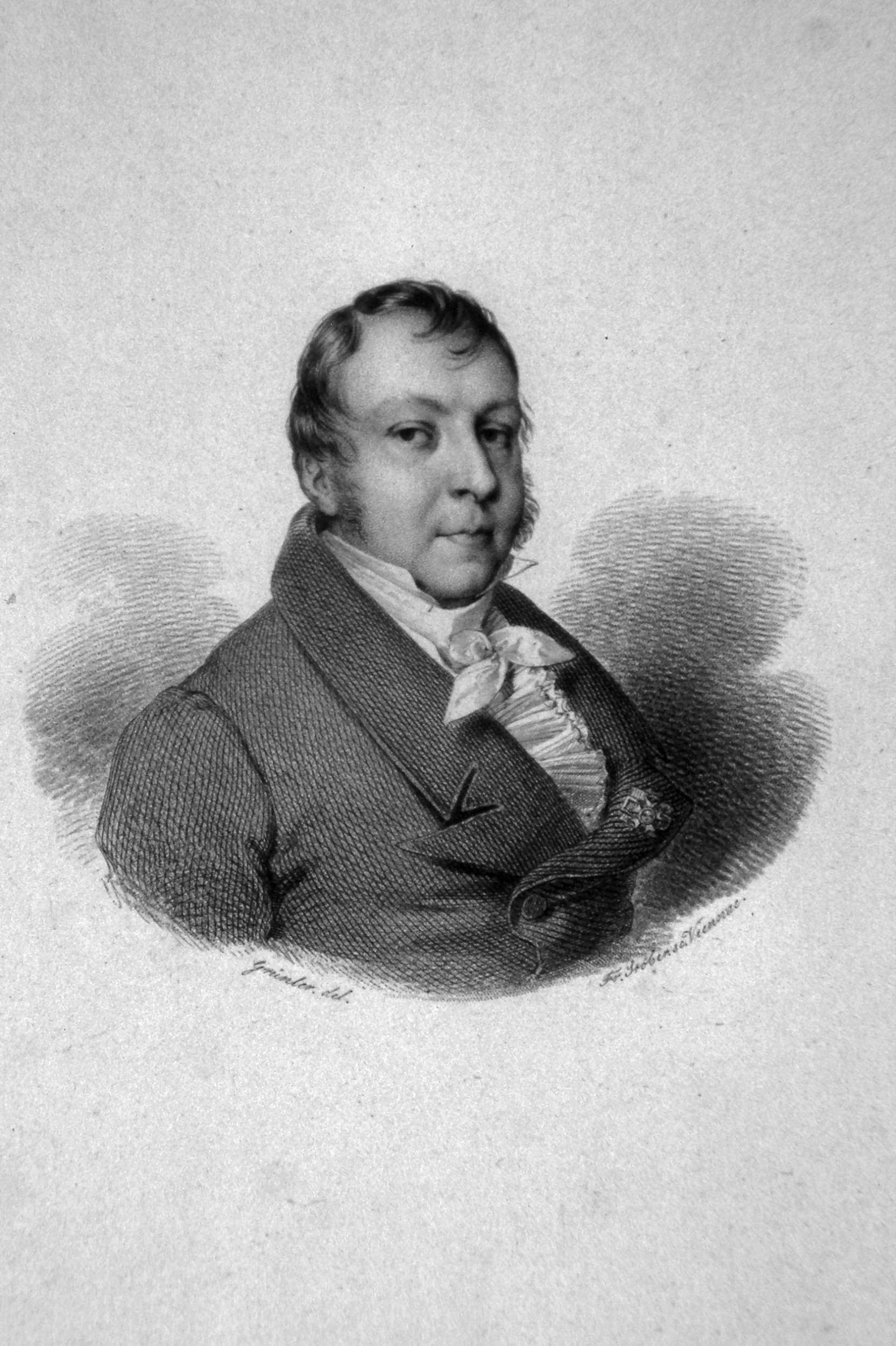
Johann Nepomuk Hummel, Kupferstich von Franz Xaver Stöber nach einer Zeichnung von Ehregott Grünler

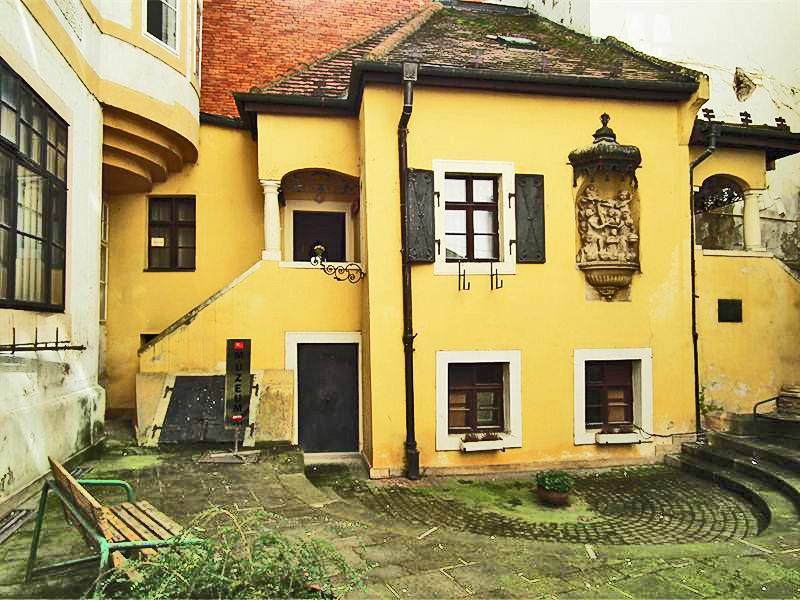
Gedächtnishaus und Museum für Johann Nepomuk Hummel (2015)

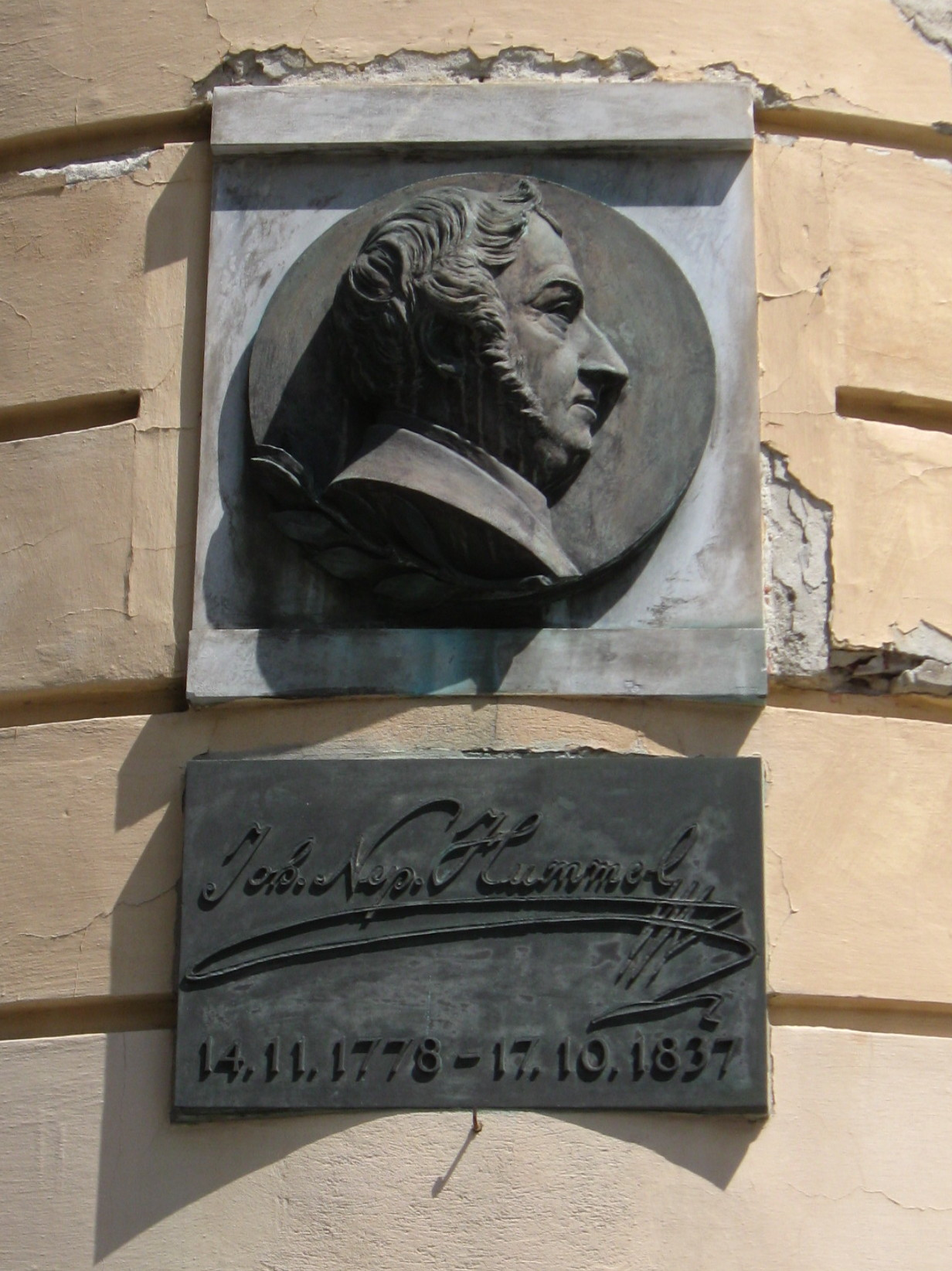
Gedenkplatte für Hummel in Bratislava; Lage:

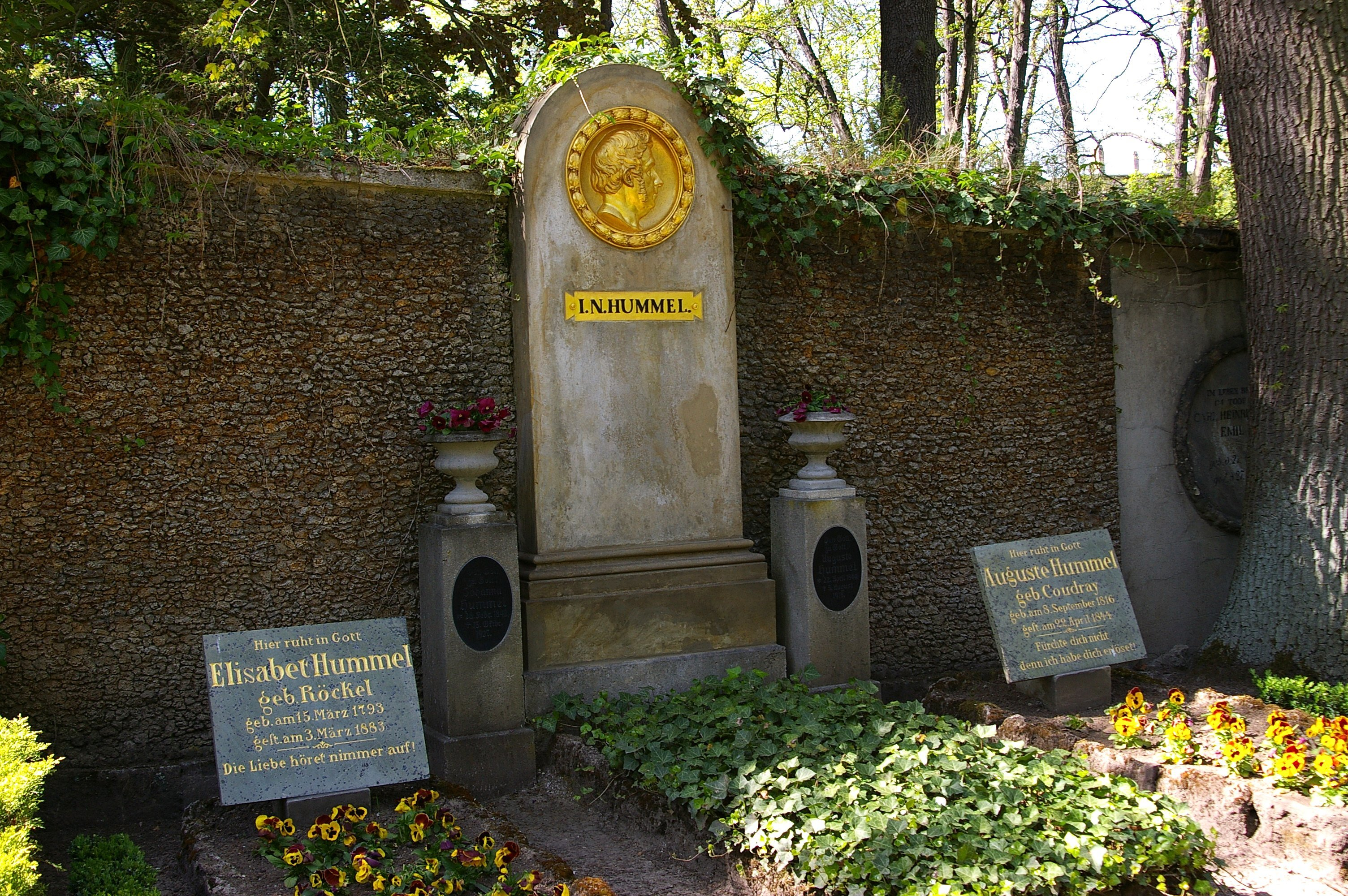
Hummels Grab auf dem Historischen Friedhof Weimar

Johann Nepomuk Hummel (* 14. November 1778 in Pressburg, Königreich Ungarn; † 17. Oktober 1837 in Weimar) war ein österreichischer Komponist und Pianist.

## Leben
Johann Nepomuk Hummels Vater, Johannes Hummel, zuvor Musikmeister am Militärstift in Wartberg, zog 1786 mit seiner Familie nach Wien. Dort nahm Wolfgang Amadeus Mozart den begabten Johann Nepomuk in seinen Haushalt auf und gab ihm kostenlos Unterricht. 1788 bis 1793 unternahm der junge Klaviervirtuose in Begleitung seines Vaters Konzertreisen bis nach Dänemark und England. Nach seiner Rückkehr nach Wien nahm er Kompositionsunterricht bei Johann Georg Albrechtsberger und Antonio Salieri.
1804 wurde Hummel auf Joseph Haydns Empfehlung hin dessen Nachfolger als Konzertmeister und nach Haydns Tod 1809 als Hofkapellmeister beim Nikolaus II. Fürsten Esterházy; dort arbeitete er sieben Jahre lang, bis er aufgrund von Unstimmigkeiten entlassen wurde. Am 16. Mai 1813 heiratete er in der Wiener Pfarrkirche St. Joseph ob der Laimgrube die Opernsängerin Elisabeth Röckel; einer der Trauzeugen war Salieri. Zwei Söhne, der spätere Kapellmeister Eduard Hummel und der spätere Maler Carl Hummel, wurden 1814 und 1821 geboren.
In seinen Wiener Jahren war Hummel auch eng mit Beethoven befreundet und wirkte 1813/1814 bei der Aufführung einiger Werke Beethovens mit. Im Februar 1814 unterzeichnete dieser einen launigen Brief an Hummel mit „Dein Freund Beethowen“. Am 4. April 1816 schrieb Beethoven in Hummels Stammbuch den Rätselkanon Ars longa, vita brevis, WoO 170. Später soll Hummel Beethoven finanziell unterstützt haben. Das berichtet ein Freund Hummels, der Weimarer Schauspieler Eduard Genast, der zugleich betont, dass Hummel ein äußerst großzügiger Mensch war:

„Hummel war nicht nur als Künstler, sondern auch als Mensch verehrungswürdig, denn viele unglückliche Familien wurden durch seine großmütige Hülfe dem Elend entrissen. Dabei durfte nie sein Name genannt werden, und in Weimar selbst hatte er einige seiner zuverlässigsten Freunde förmlich zu seinen Armenpflegern gemacht. Da ich oft von ihm zu solchem Dienst verlangt wurde, hatte ich Gelegenheit, Zeuge seiner uneigennützigen Großmut zu sein. Erst nach seinem Tode fand seine Gattin in einem geheimen Fache seines Schreibtisches die Dankbriefe Beethoven’s, welchen Hummel bis zu dessen Tode unterstützt hatte. Wie es gerade Hummel begegnen konnte, für geizig zu gelten, wäre unbegreiflich, wenn man nicht die Oberflächlichkeit des Urteils der Menge jeden Tag neu bestätigt fände. Freilich hatte er manche kleine Eigenheit, die mißdeutet werden konnte.“

1816 bis 1818 war Johann Nepomuk Hummel Hofkapellmeister in Stuttgart, ab Januar 1819 Hofkapellmeister in Weimar. Hier wirkte er auch als Musiklehrer der 1811 geborenen Augusta von Sachsen-Weimar-Eisenach, die später als Frau von Wilhelm I. Königin von Preußen und deutsche Kaiserin wurde.
Hummel setzte sich maßgeblich für einheitliche Urheberrechtsgesetze innerhalb der Staaten des Deutschen Bundes ein. Gegen Lebensende verblasste sein Ruhm; dennoch starb er als einer der ersten reichen Komponisten der Musikgeschichte. Sein Grab befindet sich auf dem Historischen Friedhof Weimar.

### Wirken als Komponist
Hummel veröffentlichte unter anderem sechs Konzerte für Klavier und Orchester, acht Klaviersonaten (darunter zwei zu vier Händen), zahlreiche weitere Kompositionen für Klavier solo sowie Kammermusik; außerdem komponierte er eine Reihe von Opern und Singspielen, Kantaten und Messen. Lediglich Sinfonien fehlen in seinem Werkverzeichnis; 
Unter Hummels Werken für Klavier solo übten besonders die Fantasie Es-Dur op. 18 und die Sonate fis-Moll op. 81 großen Einfluss auf die Zeitgenossen aus, zum Beispiel auf Franz Schubert und Felix Mendelssohn Bartholdy. Hummels Einfluss ist auch in den frühen Werken Frédéric Chopins und Robert Schumanns deutlich erkennbar. Unter seinen kammermusikalischen Werken ist das Septett d-Moll für Klavier, Flöte, Oboe, Horn, Bratsche, Violoncello und Kontrabass op. 74 bemerkenswert, ebenso das Quintett Es-Dur/es-Moll für Klavier, Geige, Bratsche, Violoncello und Kontrabass op. 87, das die Besetzung von Schuberts Forellenquintett vorwegnimmt.
Von unverminderter Bedeutung ist das Konzert Es-Dur (eigentlich E-Dur) für Trompete und Orchester, dessen erster Satz heute ein Standardwerk für Aufnahmeprüfungen und Orchestervorspiele ist (WoO 1 von 1803).

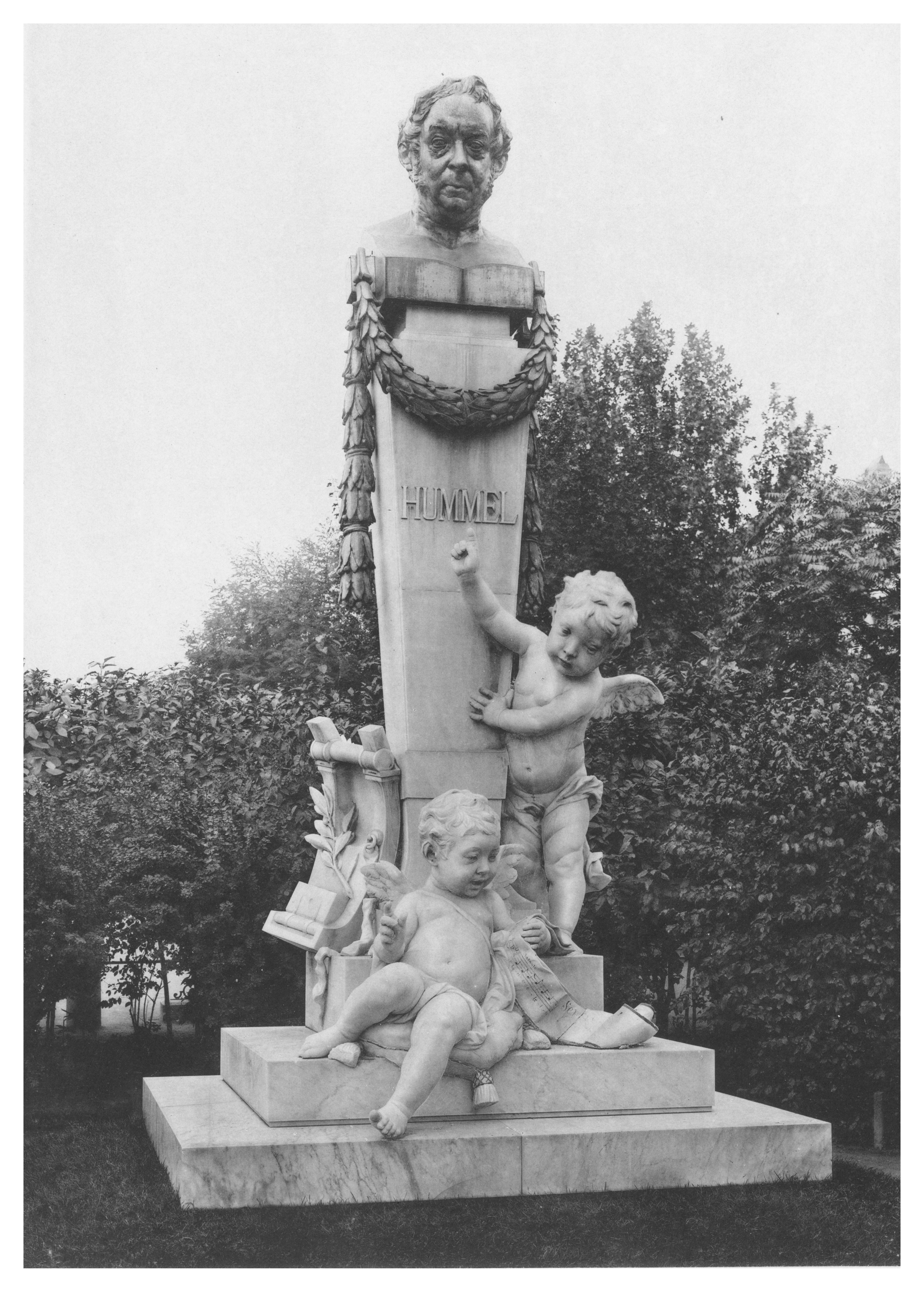
Hummel-Denkmal in seiner Geburtsstadt Preßburg (Bratislava). Ein Werk des Bildhauers Viktor Tilgner

Hummels Musik repräsentiert den Übergang von der klassischen zur romantischen Ära. Dies lässt sich gut an seinen Kompositionen für Flöte verfolgen: Die frühen Werke ähneln denen seines Lehrers Mozart, die mittleren sind frühromantisch. Das Spätwerk ist hochromantisch in virtuoser Prägung.

### Wirken als Pianist und Klavierlehrer

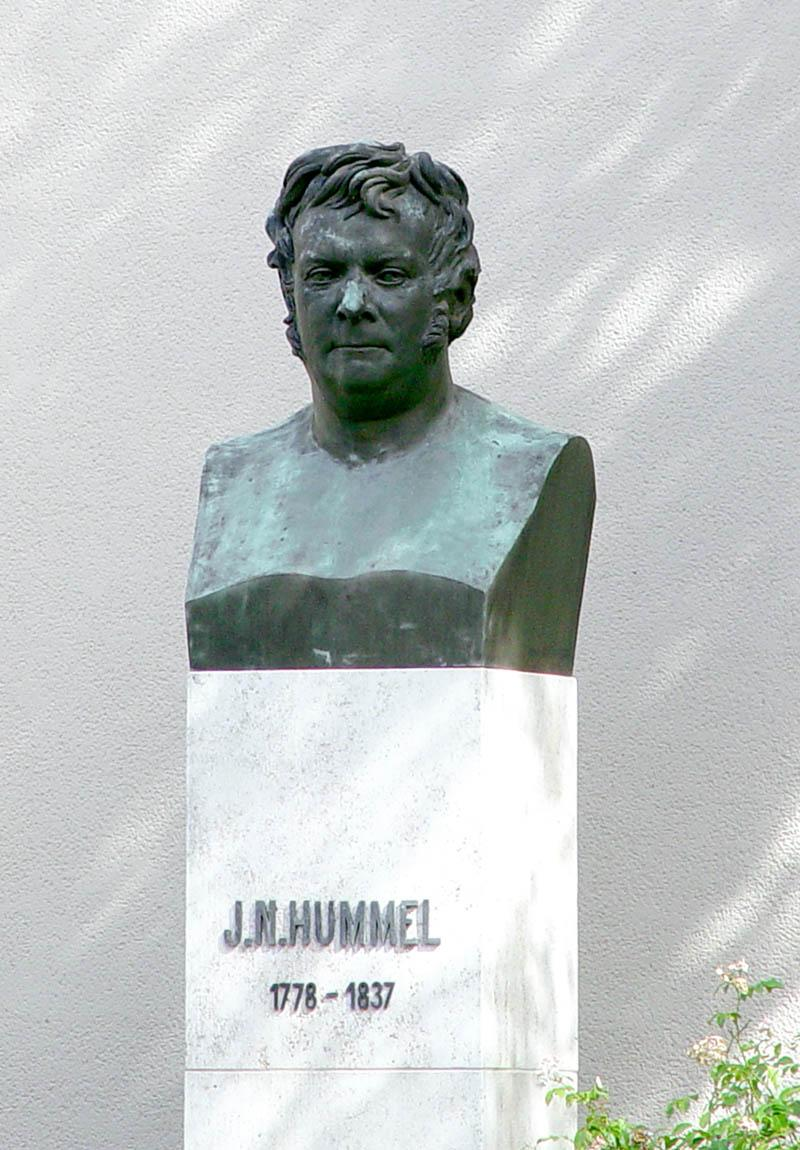
Die Hummel-Büste hinter dem Deutschen Nationaltheater Weimar

Hummel galt als bedeutendster Pianist seiner Zeit und in dieser Eigenschaft neben Joseph Wölfl als schärfster Konkurrent Beethovens, dem er in krisenanfälliger Freundschaft verbunden war. Wie Beethoven war Hummel ein großer Improvisator. Nach Beethovens Tod und dessen eigenem Wunsch entsprechend improvisierte er am 7. April 1827 im Benefizkonzert von Beethovens langjährigem Sekretär Anton Schindler über den langsamen Satz der Siebten Sinfonie.
Gegen Ende seiner Karriere wirkte sein Klavierspiel etwas altmodisch; er bevorzugte weiterhin die leichtgängigen und hell klingenden Wiener Hammerflügel, wogegen sich im Konzertleben die dynamischeren englischen und französischen Instrumente durchgesetzt hatten. Während des Spiels saß er sehr ruhig, auch beim Bewältigen höchster spieltechnischer Schwierigkeiten; sein Ideal war der „richtige und schöne Vortrag“.
Er war ein gesuchter Klavierlehrer und bildete viele namhafte Musiker aus, darunter Adolf Henselt, Ferdinand Hiller, Katharina von Mosel, Sigismund Thalberg und für kurze Zeit Mendelssohn. Auch Liszt, Schüler Carl Czernys, wollte ursprünglich bei Hummel Unterricht nehmen, allerdings war ihm dessen Honorarforderung zu hoch. Czerny selbst, obgleich Beethovenschüler, schätzte Hummels Spiel und Rat.
1828 publizierte Hummel seine dreibändige Ausführliche theoretisch-practische Anweisung zum Piano-Forte-Spiel, die anhand zahlloser Notenbeispiele eine „gründliche“ Übepraxis illustriert.

### Ehrungen
Nach Hummels Tod ermöglichte Franz Liszt die Errichtung eines Hummel-Denkmals in Pressburg, indem er eine Reihe von Benefizkonzerten gab; die Hummel-Büste direkt vor der dortigen deutschen Botschaft stammt von 1887, die Hummel-Büste hinter dem Deutschen Nationaltheater Weimar von 1895. Seit 1898 trägt eine Straße in Wien-Hietzing in Erinnerung an Johann Nepomuk Hummel den Namen „Hummelgasse“. Ebenso wurde zum 50-jährigen Bestehen die „Musikschule Ottmar Gerster“ in Weimar 2016 auf Bestreben des derzeitigen Schuldirektors Gernot Grohs in „Musikschule Johann Nepomuk Hummel“ umbenannt. In Weimar gibt es zudem eine Hummelstraße.

## Mitgliedschaften
1820 wurde Hummel in der Weimarer Loge Anna Amalia zu den drei Rosen, der auch Johann Wolfgang von Goethe angehörte, als Freimaurer initiiert. Hummel war Mitglied des Académie des Beaux-Arts  (korrespondierendes Mitglied 1830), der Société des Enfants d’Apollon, der Ehrenlegion, der Genfer Société de Musique, der niederländischen Maatschappij tot Bevordering der Toonkunst, der Wiener Gesellschaft der Musikfreunde, der Londoner Philharmonic Society, des Weimarer Hausordens vom Weißen Falken und, im Unterschied zum protestantischen Weimarer Hof, der katholischen Kirche.

## Werke
- Werkverzeichnis nach Opuszahlen bei IMSLP
- Werkverzeichnis bei Klassika.info